# Onthophagus ebenicolor
Onthophagus ebenicolor là một loài bọ cánh cứng trong họ Bọ hung (Scarabaeidae).